# وزارة المالية (كرواتيا)

## وزارة المالية الكرواتية
وزارة المالية الكرواتية (بالكرواتية: Ministarstvo financija) هي إحدى الوزارات الحكومية في جمهورية كرواتيا، وتُعنى بإدارة المالية العامة للدولة، بما يشمل إعداد وتنفيذ الميزانية الوطنية، والإشراف على السياسات الضريبية والجمركية، وضمان استقرار النظام المالي في البلاد.
المهام
تتمثل أبرز مهام الوزارة في:
- إعداد وتخطيط الميزانية العامة للدولة.
- إدارة الإيرادات والنفقات الحكومية.
- تنظيم السياسة الضريبية وتحصيل الضرائب.
- الرقابة على الإنفاق العام والمؤسسات المالية.
- تمثيل كرواتيا في المؤسسات المالية الدولية.

القيادة
يتولى ماركو بريموراتس (Marko Primorac) منصب وزير المالية منذ 15 يوليو 2022، وذلك ضمن حكومة رئيس الوزراء أندريه بلينكوفيتش.

## روابط خارجية
- الموقع الرسمي باللغة الكرواتية